# Amerongse Bovenpolder
De Amerongse Bovenpolder is een aangelegd natuurgebied van 45 ha. aan de Nederrijn  bij Amerongen in de Nederlandse provincie Utrecht. De werkzaamheden werd in 2014 afgerond. Het gebied bevindt zich tussen het voormalige steenfabriekterrein bij Elst en de stuw van Amerongen/Maurik en is onderdeel van Nationaal Park Utrechtse Heuvelrug. Het bestaat uit een moeras- en plassenlandschap dat met een steilrand begrensd wordt door de Utrechtse Heuvelrug. Dwars door de hele Bovenpolder loopt een kwelgeul, het restant van een oude, verlande rivierarm. Het beheer bestaat vooral uit de inzet van grote grazers.

## Bos
Net onder de steilrand groeit hardhoutooibos. In het voorjaar is er bosanemoon te vinden. Aan de bosrand, wat lager en vochtiger, staat het zeldzame slangenlook.

## Moeras
Het natuurgebied ligt in een uiterwaard van de rivier. Om de variatie in flora en fauna te vergroten is de polder in het begin van de eenentwintigste eeuw grotendeels omgevormd tot kwelmoeras. In een kwelmoeras komen  plantensoorten voor als waterviolier, lidsteng en bepaalde zeggesoorten. Ze hebben behoefte aan (ijzerrijk) kwelwater. Het moeras wordt gevoed door schoon kwelwater van de Utrechtse Heuvelrug. De Amerongse Bovenpolder is verdeeld in het oostelijk kwelmoeras, de rivierkwelgeul en het westelijk natuurgebied.
Het oostelijk van de Rijnsteeg gelegen deel van de polder is afgegraven en daarin gelegen oude rivierlopen zijn hersteld. Het beleid is gericht op de ontwikkeling van een rivieroeverreservaat. Na de ontgronding hebben de vroegere wilgenbossen en struwelen zich hersteld. Door het kwelwater staan de lagere terreindelen een groot deel van het jaar onder water. Een afwateringssloot maakt het mogelijk de waterstand in het moeras te reguleren.

## Hooiland
Het westelijk natuurgebied is droger dan het oostelijk deel doordat het dichter bij de Utrechtse Heuvelrug ligt. De waterstand is er constanter door een geringere aanvoer van kwelwater. Er zijn greppels en poelen. Het wordt beheerd als vochtig hooiland dat aantrekkelijk is voor amfibieën, kleine zoogdieren en weidevogels.

## Kijkplatform
Vanaf een het gehele jaar voor het publiek toegankelijk kijkplatform is er zicht op de Bovenpolder, de Nederrijn en Kasteel Amerongen. Er zijn moerasvogels te zien zoals de kwak en de roerdomp. Ook zwarte ooievaar, waterral, grote zaagbek en grutto worden er waargenomen.
Amerongse Bos
· Amerongse Bovenpolder
· Landgoed Beerschoten
· Beukenburg
· Biltse Duinen
· Birkhoven
· Blauwe Kamer
· Blikkenburg
· Bloeidaal
· Bornia
· Bosch en Duin
· Breeveen
· Broekerbos
· Buitenplaatsen Driebergseweg
· Dartheide
· Elster Buitenwaarden
· Grebbeberg
· Heidestein
· Hoge Ginkel
· Hooge Kampse Plas
· Hoog Moersbergen
· Houdringe
· Juliusput
· Kasteelbos Renswoude
· De Kievit
· Kooilust
· Kozakkenput
· De Krakeling
· Laarsenberg
· De Leyen
· Lockhorsterbos
· Lunenburgerwaard
· Maartensdijkse Bos
· Middelwaard
· Moersbergen
· Niënhof
· Noordhout
· Okkersbos
· Oostbroek
· Over-Holland
· Palmerswaard
· De Paltz
· Panbos
· Plantage Willem III
· Pleinesbos
· De Pol
· Ridderoordse Bos
· Sandenburg
· Sandwijck
· De Schammer
· Stameren
· Landgoed Stoutenburg
· Viaanse Bos
· Viaanse polders en uiterwaarden
· Vikinghof
· Park Vliegbasis Soesterberg
· Vijverbos
· Vijverhof
· Voordorpse polder
· Willem Arntszbos
· Witte Hull
· De Woerd
· Wulperhorst
· Zeisterbos